# Madeleine Mouton
Madeleine Mouton (de soltera, Madeleine Maxence Le Veller; 15 de abril de 1910 - 10 de abril de 1948), conocida como La envenenadora de Berthelot (en francés: L'empoisonneuse de Berthelot) fue una asesina en serie francesa que envenenó a once personas en Sidi Bel Abbès, Argelia, en 1943, siete de las cuales murieron. Condenada, sentenciada a muerte y posteriormente ejecutada por estos crímenes, se convirtió en la penúltima mujer francesa en ser guillotinada y la única en ser ejecutada en la Argelia francesa.

## Primeros años y juventud en Francia
Madeleine Maxence Le Veller nació el 15 de abril de 1910 en Évreux, Normandía, la segunda de las dos hijas del jornalero Jean Le Veller y su esposa la obrera de fábrica Louise Gabrielle Latouche. Sus padres se separaron cuando Madeleine tenía diez años, debido al alcoholismo de su padre, tras lo cual su madre se llevó a las niñas a vivir a Charleville-Mézières.
Le Veller asistió a la escuela hasta los 14 años, cuando obtuvo su certificado de estudios primarios. En aquella época, la gente decía que era una niña malhumorada y vanidosa, propensa a mentir y que a menudo afirmaba que era de ascendencia noble. Según su hermana Solange, Madeleine solía pasearse con un estuche de violín vacío para que la gente creyera que era música. A los 17 años intentó suicidarse ingiriendo gasolina.
Mientras trabajaba en un buffet en la estación de tren local, Madeleine conoció a Clément Mouton, con quien se casaría en 1929, contando 18 años. La pareja tuvo su primer hijo en 1933, y se dice que Madeleine estaba "nerviosa" por el embarazo. Tiempo después, Clément se unió a la Gendarmería Móvil y, durante su permanencia allí, varios testigos afirmaron que Madeleine había iniciado un romance con un oficial de la guarnición. Más tarde, él rompió la relación.

## Vida en Argelia
En 1940, Clément pidió ser trasladado a la ciudad de Constantina, en Argelia, en compañía de Madeleine. Más tarde, ella afirmaría que el clima había descarrilado y "perturbado" su vida, obligándola a tener frecuentes amoríos, a beber en exceso y a priorizar su vida sexual por encima de todo lo demás. En ese momento, Madeleine llegó a término con su segundo embarazo, pero el parto fue difícil y el niño murió a los cinco días. 
Debido a su reputación, su marido fue trasladado con frecuencia, primero a Molière y en 1941 luego a Ksar Boukhari, donde dio a luz otro hijo. Continuó con su comportamiento y a mediados de 1942, Clément fue trasladado a Berthelot, donde a Madeleine se le prohibió vivir en el cuartel. Por ello, se mudó con una mujer llamada Madame Dez, donde dio a luz a su cuarto hijo unos meses después. En diciembre de ese año, finalmente se le permitió ingresar al cuartel.
Allí se encontró con un par de amigos que había conocido en Francia, la familia Leroux, ya que el marido también estaba destinado en Berthelot. También conoció al general de brigada, con quien también iniciaría un romance. A medida que empezó a solicitar múltiples préstamos y a acumular deudas, Mouton empezó a realizar viajes frecuentes a Sidi Bel Abbès, donde pasaba varios días.
Durante 1943 se produjeron varias muertes sospechosas en Berthelot, todas ellas con signos de envenenamiento agudo. Esto despertó las sospechas del paramédico del pueblo y de un médico de Saïda. Los rumores se extendieron y la atención se centró en Madeleine Mouton, quien había brindado cuidados constantes y una supuesta devoción inquebrantable a todas las víctimas. Varias otras personas en Berthelot, incluido su marido Clément, también presentaron síntomas idénticos, pero sobrevivieron. Alrededor de octubre de 1943, el cuarto hijo de Mouton, de diez meses, murió. A finales de 1943 o principios de 1944, la Gendarmería Móvil fue llamada para investigar.

## La investigación

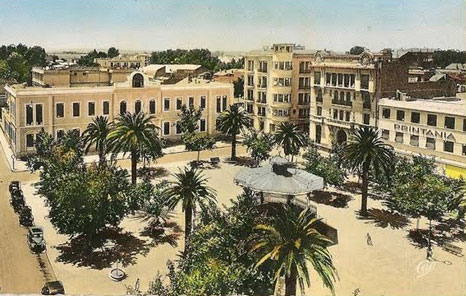
Place Carnot, palacio de justicia de Sidi Bel Abbès.

Los investigadores revelaron que, durante su estancia en casa de Madame Dez, Mouton había comprado 200 gramos de arsenito de sodio en una farmacia local, afirmando que era para deshacerse de las hormigas.  Su hermana mencionó que recibió una carta de su cuñado Clément, en la que decía que sospechaba de las actividades de Madeleine. Finalmente, Madeleine fue arrestada en abril de 1944, y poco después confesó haber envenenado a cuatro personas, pero negó vehementemente su responsabilidad por el resto.
Los primeros envenenamientos se produjeron en enero de 1943, cuando Madame Leroux enfermó y diez días después, su marido: la primera falleció y el segundo sobrevivió. En ese momento, Mouton no era sospechosa e incluso permitió que M. Leroux y su hija Micheline se quedaran con ella. Se organizó una colecta de fondos aparentemente para reunir 2.400 francos para Micheline, pero Madeleine fue estafada y luego pidió prestados 4.000 francos a una tal Madame Lamasse, que, según ella, eran para pagar la matrícula de la niña Leroux. Unas semanas más tarde, en abril, la suegra de Madame Lamasse, Madame Juan, murió envenenada. En diciembre, un anciano de apellido Bene murió envenenado mientras estaba bajo el cuidado de Mouton. 
En un primer momento, Mouton fue encarcelada en Sidi Bel Abbès y luego trasladada a una prisión en Argel el 12 de octubre de 1944, para poder someterse a una evaluación psiquiátrica.  Mientras estaba allí, supuestamente entabló una relación con uno de sus carceleros y afirmó haber quedado embarazada, después de lo cual fue transferida a la sala de maternidad del Hospital Mustapha. Permaneció allí varias semanas, no por su falso embarazo, sino por una infección ginecológica. Durante su estancia, Mouton intentó ocultar el verdadero motivo de su encarcelamiento y afirmó ser una prisionera política que había sido encarcelada por "expresar su admiración por el mariscal Pétain un poco demasiado". Consiguió convencer a la mayoría del personal y de los pacientes e incluso le confiaron varias tareas en la sala de maternidad.
El 12 de febrero de 1945, el psiquiatra Antoine Porot presentó su informe al tribunal, señalando que Mouton estaba en pleno uso de sus facultades mentales y podía ser considerada penalmente responsable, aunque también señaló su gran consumo de vino (varios litros al día) y otros licores. 

## Juicio y sentencia
Madeleine Mouton fue finalmente acusada de once envenenamientos, que ascendieron a siete asesinatos y cuatro intentos de asesinato. Su abogado, Maître Allégret, presentó una declaración de locura, afirmando que su cliente había "perdido la cabeza" y era una "lunática con derecho a internamiento".  En ausencia de pruebas suficientes, la mayoría de los cargos fueron retirados, excluyendo los cuatro envenenamientos fatales que ella había confesado. Así pues, el juicio comenzó el 15 de noviembre de 1947.
Sólo dos días después, Mouton fue declarada culpable de todos los cargos y condenada a muerte por veredicto del jurado.  El fiscal, Sr. Coquilhat, afirmó que la severidad del veredicto se debió al carácter premeditado de los asesinatos y a la falta de remordimiento por parte de Mouton. Más tarde solicitaría el indulto al presidente Vincent Auriol, pero le fue denegado. 

## Ejecución

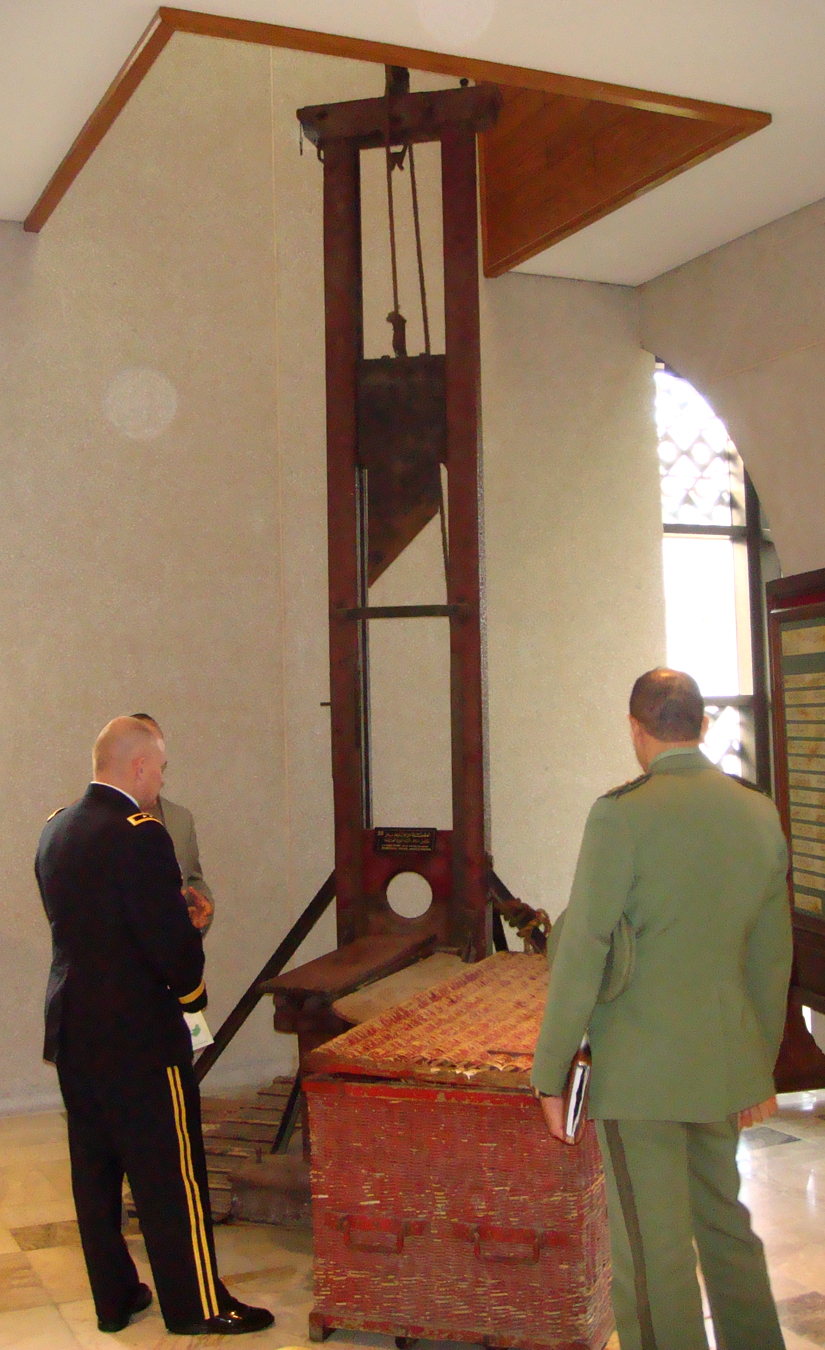
La guillotina utilizada para ejecutar a Madeleine Mouton

El 10 de abril de 1948, Madeleine Mouton fue ejecutada a las 5:17 de la mañana en el patio interior de la prisión de Sidi Bel Abbès. El día anterior, el verdugo Maurice Meyssonnier y su ayudante André Berger se encontraron con ella, haciéndose pasar por contratistas que habían venido a medir su celda para pintarla. Entregaron su ropa de civil al jefe de guardia, diciéndole que regresarían temprano a la mañana siguiente. Esa misma tarde, el director le dio a Mouton su ropa para que se la pusiera para la salida del día siguiente. 
Cuando los verdugos, esta vez acompañados además por Fernand, el hijo de 17 años de Meyssonnier, llegaron al amanecer, Mouton, que hasta entonces creía que su pena sería conmutada por cadena perpetua, fue informada de su inminente ejecución. Al oír esto, se desmayó y hubo que llamar a un médico para que la despertara. Luego buscó consejo religioso y, tras ser conducida al cadalso, exclamó: "Adiós mamá, me lo merezco".
Le habían sujetado la falda con alfileres hasta la entrepierna, le habían recogido el pelo y le habían abierto la blusa para no interferir con el golpe de la cuchilla. Cuando la inclinaron sobre la guillotina, sus pechos sobresalieron y ella comenzó a gritar: "¡Mis hijos, mis hijos!". Poco después, fue decapitada. El Dr. Ayach redactó el certificado de defunción y el cuerpo fue enterrado en el cementerio de Sidi Bel Abbès.